# Alexandre de Dohna-Schlobitten
Alexandre de Dohna-Schlobitten (en alemany Alexander zu Dohna-Schlobitten) va néixer a Coppet (Suïssa) el 25 de gener de 1661 i va morir a Königsberg el 25 de febrer de 1728. Era fill de Frederic de Dohna (1621-1688) i de la princesa Esperança de Puy Montbrun-Ferrassierres (1638-1690). Va ser el primer de la família Dohna en afegir al patrimoni familiar els béns de Schlobitten, que incorporà al seu nom.
Alexandre va estudiar a l'escola militar de Moraga es va unir a l'exèrcit de Prússia. El 1679 i es va convertir en cap militar de Mohrungen i Liebstadt a Prússia Oriental. A partir de 1686 i va servir com a enviat deplomàtic de  Frederic III, Elector de Brandenburg, a Polònia. Els anys 1689 i 1990, va lluitar contra França en la Guerra dels Nou Anys i va ser ferit en l'assalt a la ciutat de Bonn el 10 d'octubre de 1689. Durant aquesta guerra Alexandre es va convertir en general de divisió i comandant d'un regiment d'infanteria. Més tard, el 1693 va participar com a general de brigada en la campanya dels Països Baixos contra França, essent ascendit dos anys després a tinent general.
Va servir de nou com a diplomàtic de Prússia a Suècia i es va convertir en governador de Pillau l'11 d'abril de 1692. Es va responsabilitzar de l'educació del príncep  Frederic Guillem de Prússia entre els anys 1695 i 1704. El 1704 va entrar en conflicte amb Johann Kasimir Kolbe von Wartenberg, cosa que li va fer perdre molta de la influència que tenia a la Cort reial de Prússia, però la va recuperar poc després de la sortida de Kolbe. Alexandre va ser nomenat President de la Comissió Reial de Cambra (Königliches Kamm-und Domänewesen), Ministre d'Hisenda i cap de l'administració del districte de Königsberg el 1712. Va ser ascendit a general d'infanteria i després a mariscal el 1713.

## Matrimoni i fills
El 10 de setembre de 1684 es va casar amb Amàlia de Dohna-Carwinden (1661-1724), filla de Cristòfol de Dohna-Carwinden (1628-1668) i d'Anna Oxenstierna de Korsholm-Och-Wassa (1620-1690). El matrimoni va tenir quinze fills:
- Esperança Anna, nascuda i morta el 1685.
- Amàlia (1686-1757), casada amb Otto von Magnus Dónhof.
- Lluïsa Carlota (1688-1736), casada amb el comte Frederic Guillem de Wied (1684-1737.
- Soia Elionor (1688-1689)
- Carles Enric (1689-1690)
- Cristina Carlota (1691-1696)
- Alexandre (1692-1693)
- Úrsula Anna (1693-1737)
- Frederic (1695-1705)
- Carles Guillem (1696-1697)
- Sofia Guillemina (1697-1754)
- Albert Cristòfol (1698-1752), casat amb la duquessa Sofia Enriqueta de Schleswig-Holstein-Sonderburg-Beck (1698-1768).
- Joana Carlota (1699-1726)
- Alexandre Emili (1704-1745)
- Elisabet Cristina (1702-1703)

Vidu el 1724, es tornà a casar amb Joana Sofia de Dohna-Reichertswalde (1682-1735).